# Campagnola Cremasca
Campagnola Cremasca es una localidad y comune italiana de la provincia de Cremona, región de Lombardía, con 693 habitantes.

## Evolución demográfica
| Gráfica de evolución demográfica de Campagnola Cremasca entre 1861 y 2001 |
|                                                                           |
| Fuente ISTAT - elaboración gráfica de Wikipedia                           |